# Helga Grubitzsch
Helga Grubitzsch (geb. 4. Juni 1943 in Berlin) ist eine deutsche Romanistin und emeritierte Professorin für französische Literaturwissenschaft und Didaktik mit dem Schwerpunkt literaturwissenschaftliche und historische Frauenforschung.

## Werdegang
Helga Grubitzsch studierte Romanistik, Lateinische Philologie und Psychologie in Köln und Mainz. 1970 schloss sie das Studium mit einer Promotion an der Universität Mainz ab (Dissertationspreis für die Arbeit Die Verwendung der Mythologie in Giambattista Marinos ‚Adone‘) 1985 erfolgte die Habilitation mit dem Thema „Literatur und Sozialgeschichte der Frauen“ an der Universität Osnabrück.:266 f

## Wissenschaftspolitische Aktivitäten
Von 1971 bis 1988 war sie zunächst Assistenzprofessorin, dann als Professorin an der Universität Bremen. Ab 1972 war sie Vorsitzende des Fachbereichs Sprach- und Literaturwissenschaften an der Universität, ab 1976 Mitglied des Konvents. 1987/88 erhielt sie von dem Maison des Sciences de l’homme und der Stiftung Volkswagen ein achtmonatiges Forschungsstipendium für Archivarbeiten in Paris.
1986 war sie Mitbegründerin von Belladonna in Bremen.
Von 1988 bis 2003 arbeitete Grubitzsch als Professorin an der Universität Paderborn („Allgemeine Literaturwissenschaft mit dem Schwerpunkt literaturwissenschaftliche und historische Frauenforschung“). 1989: Organisation des DFG-finanzierten internationalen Kongresses Frauen – Literatur – Revolution an der Universität Paderborn.:267 1989–1992: Aufbau eines Erasmus - Austauschprogramms mit der Universität Toulouse II-le Mirail.:267 1989–1992: Gutachterin der Lise-Meitner-Kommission und Hans-Böckler-Stiftung.:267 2002/03 war sie Mitglied der Gleichstellungskommission an der Universität Paderborn.:266 f
Grubitzsch hielt Gastvorträge im In- und Ausland.
Seit 2001 bietet Helga Grubitzsch Seminare zum kreativen und biografischen Schreiben an. Sie ist existenzanalytische Beraterin und Logotherapeutin.
Helga Grubitzsch verfügte in ihrem Testament die Gründung einer Stiftung, die geflüchtete Mädchen zu der Aufnahme eines Studiums motivieren soll.

## Werke

### Als Autorin (Auszug)
- Die Verwendung der Mythologie in Giambattista Marinos Adone. Steiner, Wiesbaden 1973 (zugleich Dissertation an der Universität Mainz, 1970).
- mit Loretta Lagpacan: „Freiheit für die Frauen, Freiheit für das Volk“. Sozialistische Frauen in Frankreich, 1830–1848. Syndikat, Frankfurt am Main 1980, ISBN 3-8108-0163-1.
- "Ein steiniger Weg". Politische Arbeit von Frauen. In: U. Jelpke (Hg.): Frauen in linken Organisationen, Hamburg 1981. S. 11–40 und in: Frankfurter Frauenblatt 11/12 (1980) und in: Die Tageszeitung 26. Februar 1981.
- "Ein unheimlicher Widerspruch...". Zur Theorie und Praxis feministischer Wissenschaft an der Universität. In: Feministische Literaturwissenschaft. Dokumentation der Tagung in Hamburg vom Mai 1983. Veröffentlicht: Argument 1984, 131–142. (Meta-Katalog)
- La femme et la consommation. In: Actes du Colloque "Les femmes et l'argent", November 1985, Aix -en-Provence 1986, S. 117–150. (Paris -Bibliothèques patrimoniales).
- A Paradigm of Androcentric History: Michelet's "Les femmes de la Révolution". In: Current Issues in Women's History, London: Routledge 1989, S. 271–288. (eBook ISBN 978-0-203-10424-8).
- mit Roswitha Bockholt: Théroigne de Méricourt. Die Amazone der Freiheit. Centaurus-Verlagsgesellschaft, Pfaffenweiler 1991, ISBN 978-3-89085-549-3.
- Der befreiende Blick aus der Fremde. Frauen in männlichen Institutionen. Neujahrsempfang der Universität - Gesamthochschule Paderborn, 20.01.1991, Paderborner Universitätsreden, in Peter Freese (Hrsg.), Hausdruckerei  im Auftrag des Rektorats der Universität-Gesamthochschule - Paderborn.
- Kampf für mehr Rechte und mehr Freiheit. In: Annette Kuhn (Hrsg.): Die Chronik der Frauen, Dortmund 1992, S. 299f., Chronik Verlag, ISBN 3-611-00195-3.
- Women Creating History. Aspects of a Feminist Historiography, in: Acta Universitatis Copernici, English Studies IV, Humanities and Social Sciences 274/1994, S. 3-14, in Hrsg.: Wydawnictwo Uniwersytetu Mikolaja Kopernika, Verlagsort Torun.
- mit Maria Kublitz, Dorothea Mey, I. Singendonk -Heublein, Hg.: Frauen - Literatur - Revolution. Pfaffenweiler 1998, Centaurus Verlag, ISBN 978-3-89085-504-2.
- mit Klaudia Gennermann: Wirkmächtigkeit der Ausbildung zur existenzanalytischen Beraterin, in: Existenzanalyse 35/12018, S. 42-47. GLE International, ISBN 978-3-525-49163-8.

### Als Herausgeberin
- Materialien zur Kritik des Feuilleton-Romans. „Die Geheimnisse von Paris“ von Eugène Sue. Akademische Verlagsgesellschaft Athenaion, Wiesbaden 1977, ISBN 3-7997-0675-5.
- mit Hannelore Cyrus, Eike Haarbusch: Grenzgängerinnen. Revolutionäre Frauen im 18. und 19. Jahrhundert; weibliche Wirklichkeit und männliche Phantasien. Schwann, Düsseldorf 1985, ISBN 3-590-18042-0.
- Frauen – Literatur – Revolution. Centaurus-Verl.-Gesellschaft, Pfaffenweiler 1992, ISBN 3-89085-504-0.
- „Ich will meine Trauer nicht leugnen und nicht meine Hoffnung“. Veränderungen kultureller Wahrnehmungen von ostdeutschen und osteuropäischen Frauen nach 1989. Winkler, Bochum 1994, ISBN 3-924517-99-1.
- mit Ann Brünink:  "Was für eine Frau!". Portraits aus Ostwestfalen-Lippe, Bielefeld 1992, westfalen-Verlag, ISBN 978-3889180728.
- Mit Eva Kaufmann und Hannelore Scholz: "ich will meine Trauer nicht leugnen und nicht meine Hoffnung." Veränderungen kultureller Selbstwahrnehmung von ostdeutschen und osteuropäischen Frauen nach 1989, Bochum 1994, Dr. Winkler Verlag, ISBN 978-3-924517-99-1.
- Wagnis des Lebens. Eine biografische Suche nach den Spuren der NS-Zeit. Kellner, Bremen 2022, ISBN 978-3-95651-331-2.